# 鈴木輪太朗·易卜拉欣
鈴木輪太朗·易卜拉欣（Wadi Ibrahim Suzuki，2003年1月31日—），日本足球運動員，司職前鋒，父親是加納人，母親是日本人，曾入選日本U16和日本U18，現由日本職業乙組足球聯賽球會德島漩渦外借至西班牙皇家足總丙組聯賽球會赫罗纳B隊。
2023年7月7日，鈴木輪太朗正式外借加盟赫罗纳B隊直至2023-24球季完結。

## 外部連結
- 日本職業足球聯賽中的鈴木輪太朗·易卜拉欣 （日語）